# Podolestes buwaldai
Podolestes buwaldai – gatunek ważki z rodziny Argiolestidae.
Owad ten występuje na indonezyjskiej Sumatrze oraz w półwyspowej części Malezji.